# 陈希彭 (闽侯)
陈希彭，福建闽侯人，中华民国官員。
民国19年1月，受福建省政府之聘接替张君实任霞浦县县长，其时赌禁大开，陈氏竟带头赌博，并借机收取花捐（类似博彩税）。次年5月卸任，由刘炘代之。